# Georg Jellinek
Georg Jellinek (Lipsia, 16 giugno 1851 – Heidelberg, 12 gennaio 1911) è stato un giurista tedesco di origine austriaca.

## Biografia
Georg Jellinek è figlio del rabbino austriaco e studioso di Cabala e mistica ebraica Adolf Jellinek (1820-1893) e dunque originariamente di religione ebraica, che poi abbandona per convertirsi alla religione cristiana evangelica. Fra il 1867 e il 1874 studia a Vienna, Heidelberg e Lipsia, dedicandosi sia alla filosofia, che alla storia che al diritto. In particolare nel 1872 consegue il dottorato in filosofia a Lipsia, e nel 1874 il dottorato in giurisprudenza all'Università di Vienna. Prima di dedicarsi alla docenza in ambito accademico presta servizio per breve tempo come funzionario nell'amministrazione dell'Impero austriaco (sino al 1876). 
Nel 1883 sposa Kamilla, di origine cattolica e poi convertitasi alla fede evangelica.
A Vienna in questo stesso anno, dopo avervi insegnato prima filosofia del diritto e poi diritto pubblico e internazionale dal 1879, Jellinek è nominato professore straordinario di diritto pubblico. In questa fase tuttavia alcuni pregiudizi di tipo antisemita gli impediscono di ottenere il titolo di docente ordinario, e a tale discriminazione, nell'agosto del 1889, egli reagisce ritirandosi dall'incarico statale; gesto coraggioso se si tiene conto che le sue condizioni economiche all'epoca non sono floride.
Peraltro pochi mesi più tardi, nel novembre dello stesso anno, ottiene l'abilitazione presso la Facoltà di Giurisprudenza di Berlino, ciò che gli consente di essere chiamato come professore ordinario a Basilea. Nel 1890 dall'Università di Heidelberg ottiene l'incarico di professore di diritto pubblico, diritto internazionale e politica, che in passato era stato ricoperto dal maestro Johann Caspar Bluntschli (1808-1881).
A Heidelberg contribuisce notevolmente a ravvivare la vita culturale dell'epoca grazie anche ai contatti fecondi con alcuni intellettuali suoi contemporanei (Max Weber, prima di ogni altro; ma anche Erwin Rohde, Ernst Troeltsch, Wilhelm Windelband). A Heidelberg, dove fra il 1907 e il 1908 è anche prorettore, rimane sino alla morte, avvenuta il 12 gennaio 1911.
Un elenco bibliografico delle opere di Jellinek è comparso in Georg Jellineks Werke. 
Degno di essere ricordato è anche il lascito custodito nel Bundesarchiv di Coblenza.

## Pensiero
Il nome di Georg Jellinek è specialmente legato allo sviluppo dell'allora nascente diritto pubblico. La sua opera più celebre è la Allgemeine Staatslehre, di cui sono state date alle stampe più edizioni (la prima del 1900, la seconda nel 1911, e la terza, postuma, nel 1914, curata dal figlio Walter), e che è nota anche in una traduzione italiana di Vittorio Emanuele Orlando, risalente al primo dopoguerra.
Jellinek si è dedicato con particolare attenzione al problema del rapporto fra potere statale e sfera di autonomia riservata al singolo, in altri termini al problema dei limiti che la potestà statale necessariamente incontra affinché l'esistenza del singolo possa svilupparsi adeguatamente.
Tuttavia, da un lato a causa dell'istanza morale che pervade profondamente la sua riflessione sul fenomeno giuridico, dall'altro a causa dell'accento che egli pone sulla volontà quale fondamento della potestà statale stessa, il pensiero di Jellinek è stato letto in maniera equivoca.
Da una parte esso è stato scavalcato dall'entusiasmo instillato nei teorici del diritto dalla dottrina kelseniana, che per molti decenni ha lasciato intravedere come praticabile la delimitazione di una specificità del diritto come ambito del tutto scisso dall'etica, considerata da sempre regione assai più incerta nei confronti del rigore e dell'esattezza giuridica. Dall'altro lato, l'accento che Jellinek pone sulla volontà quale fondamento del fenomeno giuridico ha fatto sì che la sua riflessione sia stata travisata, quasi che egli intendesse il diritto come riposante in ultima analisi sul capriccio della volontà di chi detiene il potere politico.
Ma una più attenta disamina della sua opera non può che convincere del contrario.
In particolare proprio il breve scritto su La natura giuridica degli accordi fra Stati mostra il tentativo di illuminare un fondamento obiettivo del diritto internazionale, sdradicando dunque questo fenomeno giuridico così peculiare che regola i rapporti nella comunità di Stati, dalla visione, purtroppo ancor viva al giorno d'oggi, che considera il diritto internazionale come un velo illusorio, sotto il quale si cela la dimensione ben più brutale della politica del più forte.
In questo quadro, misconosciuto da gran parte degli stessi studiosi del diritto internazionale, Georg Jellinek ha avuto l'indubbio merito di voler rinvenire, com'egli stesso afferma nel suo libello, un momento oggettivo, in senso propriamente hegeliano, a fondamento obiettivo degli obblighi giuridici poggianti sul diritto internazionale, ciò che rappresenta un importante anello di congiunzione nello sviluppo dei fondamenti teorici di questa materia: Jellinek con la sua riflessione unisce, guardando nel passato, il culmine raggiunto da Hegel (il quale sulla scia di Hobbes concepisce la società internazionale come una sorta di stato di natura), e gli sviluppi teorici di lì a venire, soprattutto a partire dal secondo dopoguerra, i quali nonostante tutte le difficoltà non revocano seriamente in dubbio la natura giuridica del diritto internazionale quale ordinamento vero e proprio, sottratto all'arbitrio dei suoi destinatari e artefici.
Nell'opera Allgemeine Staatslehre (Teoria generale dello Stato) del 1900, Jellinek sostiene una teoria politica ispirata al positivismo giuridico inteso come collegato in un necessario rapporto con la società. Il sistema giuridico, egli afferma, si evolve lentamente affondando le sue radici nello spirito di un popolo così come accade per il linguaggio.
Nel suo saggio su La Dichiarazione dei Diritti dell'Uomo e del Cittadino (1895), sostiene la necessità di una teoria universale dei diritti, in opposizione alla origine della legge riferita ad una cultura nazionale come si sostiene nel caso della Rivoluzione francese, punto focale della teoria politica del XIX secolo, che invece non deve essere pensata come derivante da una tradizione puramente francese (risalente alle teorie politiche di Jean-Jacques Rousseau), ma come un avvenimento che ha profonde analogie con le ideologie già presenti nei sommovimenti rivoluzionari in Inghilterra e negli Stati Uniti.

### Giustizia costituzionale
Georg Jellinek nell'opera Ein Verfassungsgerichtshof für Österreich,  analizzando lo Stato austro-ungarico di fine ottocento descrive la problematica di un potere legislativo superiore a quello esecutivo e giudiziario e sostanzialmente esente da responsabilità.
Questa situazione si deve essenzialmente a fattori sia ideologici, per i quali il potere legislativo viene considerato come infallibile, sia a causa dell'ordinamento politico dello Stato per il quale gli atti amministrativi e giudiziari dipendono da una legge emanata dal parlamento del Reich.
Jellinek osserva che l'Impero austro-ungarico era contraddistinto da numerose minoranze nazionali che, ogni giorno, nel parlamento si davano battaglia, con proteste e abbandoni di aula e con reciproche accuse di incostituzionalità; questa situazione si rifletteva anche nei rapporti tra Reich e Länder,  dove i secondi, spesso, applicavano in modo differente le leggi generali del primo e con problemi nell'assegnazione concreta delle competenze alle due entità.
Proprio per questi problemi Georg Jellinek proponeva l'istituzione di una Corte costituzionale, alla quale una minoranza del Senato del Reich potesse rivolgersi a proposito della costituzionalità o meno di una proposta di legge in discussione, oppure per dirimere i conflitti di competenza tra il parlamento e le diete dei Länder e, seppur non necessariamente, valutare le accuse ai ministri.
L'autore, di fronte alle numerosi corti presenti allora nell'Impero austro-ungarico, riteneva che il Reichsgericht, il Tribunale dell'Impero,  fosse il candidato ideale per rappresentare la Corte costituzionale, visto che possedeva già alcune delle competenze, seppur depotenziate, che Jellinek auspicava come essenziali, e che era composto da membri nominati dall'Imperatore sotto suggerimento del Senato, quindi decisamente più indipendenti rispetto ad altre corti che, secondo il giurista, avevano giudici collegati più strettamente al potere legislativo.

## Eredità scientifica
La sua teorizzazione dell'esistenza di diritti pubblici soggettivi del cittadino nei confronti dello Stato è un modello, imperniato sul soddisfacimento di una pretesa del cittadino nei confronti della pubblica amministrazione da parte di un giudice, che ebbe successo molto dopo la sua morte, anche grazie all'opera del figlio, Walter Jellinek. Questi «nell'immediato dopoguerra, su incarico dell'amministrazione americana della Germania meridionale, elaborò, nella sua qualità di Presidente di una apposita commissione, un provvedimento legislativo per l'istituzione di un giudice amministrativo che combinava assieme il principio anglosassone del due process of law con le caratteristiche proprie del diritto amministrativo continentale, ed in particolare tedesco. (...)
Questo modello è fondato sul soddisfacimento giudiziale di un diritto del cittadino nei confronti della pubblica amministrazione. (...) Questo modello soggettivo è poi passato nell'art. 19 del Grundgesetz come diritto fondamentale del cittadino. È stato tradotto in una legge organica sul processo amministrativo (la Verwaltungsgerichtsordnung del 21 gennaio 1960, più volte in seguito "ritoccata") e dall'ordinamento tedesco è trasmigrato nella convenzione europea sui diritti dell'uomo e nel diritto comunitario. Attraverso la convenzione europea e il diritto comunitario il modello si è poi progressivamente diffuso in tutti gli ordinamenti dei Paesi appartenenti all'Unione europea compreso l'ordinamento che ha «inventato» la giustizia amministrativa, quello francese».

### Opere originali
- Adam in der Staatslehre, Heidelberg, 1893.
- Die rechtliche Natur der Staatenverträge: Ein Beitrag zur juristischen Construction des Völkerrechts, Wien A. Hölder, 1880.
- Die rechtliche Natur der Staatenverträge: Ein Beitrag zur juristischen Construction des Völkerrechts, Nabu Press, 2010,  p. 74, ISBN 978-1-141-54674-9.
- (DE) Ein Verfassungsgerichtshof für Österreich, Vienna, A. Hölder, 1885, OCLC 16385868. URL consultato il 14 gennaio 2015.
- (DE) Kaiserliches Patent vom 4. März 1849, die Reichsverfassung für das Kaiserthum Oesterreich(Costituzione imperiale dell'Impero d'Austria del 4 marzo 1849), su verfassungen.de. URL consultato il 14 gennaio 2015 (archiviato dall'url originale il 4 marzo 2016).
- Allgemeine Staatslehre, Berlino, 1900.

### Traduzioni
- La dottrina generale del diritto dello stato, traduzione di Modestino Petrozziello condotta sulla base della terza edizione tedesca, con introduzione di Vittorio Emanuele Orlando, Giuffrè, Milano, 1949, pp. LVIII-317.
- La dichiarazione dei diritti dell'uomo e del cittadino, traduzione di G. Bongiovanni, collana Biblioteca Universale Laterza, Laterza, Bari, 2002,  pp. 140 pp., ISBN 978-88-420-6651-4.
- La dichiarazione dei diritti dell'uomo e del cittadino, traduzione di D. Nocilla, collana Civiltà del diritto, Giuffrè, Milano, 2002,  LXXIII-140 pp., ISBN 978-88-14-09400-2.
- Mutamento e riforma costituzionale, collana Transizioni cost. tra passato e presente, Pensa, Lecce, 2004,  pp. 76 pp., ISBN 978-88-89267-38-7.
- La natura giuridica degli accordi fra Stati. Contributo all’edificio giuridico del diritto internazionale, traduzione di Giuliana Scotto, collana Diritto (n. 11), il Sirente, Fagnano Alto, 2012,  pp. 144 p, ISBN 978-88-87847-38-3.
- Georg Jellinek, Una Corte costituzionale per l'Austria, tradotto da Elisabetta Palici di Suni, Torino, G. Giappichelli Editore, 2013, ISBN 978-88-348-9953-3.
- Georg Jellinek, Dottrina della legge e del decreto. Ricerche di diritto pubblico sulla base della storia del diritto e del diritto comparato. Ricerche introduttive e dogmatiche, collana Sconfinamenti Costituzionali, traduzione di Clemente Forte, Napoli, Editoriale Scientifica, 2025  [1887], ISBN 9791223502112.

### Letteratura secondaria
- Realino Marra, La religione dei diritti. Durkheim – Jellinek – Weber, traduzione di Giuliana Scotto, Giappichelli, Torino, 2006.
- Elisabetta Palici di Suni, Giustizia Costituzionale, collana Universitaria, Milanofiori Assago, UTET GIURIDICA, 2010, ISBN 978-88-5980525-0.